# Baga Mboteni jezik
Baga Mboteni jezik (ISO 639-3: bgm), nigersko-kongoanski jezik atlantske skupine, koji se govori u Gvineji južno od rijeke Nuñez. Etnički pripadaju široj skupini Baga, ali jezik je srodan s nalu [naj] i mbulungish [mbv] s kojima pripada podskupini mbulungish-nalu.
Etnička populacija preko 4 800. U upotrebi je i susu [sus].

## Vanjske poveznice
- Ethnologue (14th)
- Ethnologue (15th)